# Луї-Шарль Бреґе
Луї-Шарль Бреґе (Louis Charles Breguet; 2 січня 1880, Париж — 4 травня 1955, Сен-Жермен-ан-Ле) — французький авіабудівник, один з піонерів авіації.

## Життєпис
Був онуком Луї-Франсуа-Клемента Бреге та правнуком відомого механіка-годинникаря Авраама-Луї Бреге. У 1882 році помер його батько Антуан Бреге, хлопчик ріс в оточенні родичів-вчених (знаменитий хімік Марселен Бертло був одружений з Софі Каролін Ніод — племінницею діда Луї-Шарля) і став керувати електричною частиною сімейного бізнесу "Maison Breguet", яка розміщувалася в Дуе.
Разом з братом Жаком під керівництвом професора Шарля Ріше вони стали будувати «жироплан» — прообраз вертольота. 21 вересня 1907 року їхня розробка була продемонстрована в Академії наук. Після цього Луї Шарль створив Société anonyme des ateliers d'aviation Louis Breguet, яке в 1909 році випустило свій перший літак — Breguet Type I, який встановив в 1911 році рекорд швидкості — 10 км на годину. У 1912 році був побудований перший гідролітак.